# Dagmar Ebbesen

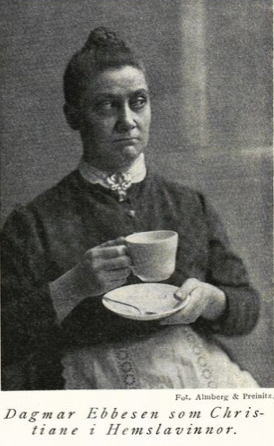
Dagmar Ebbesen

Dagmar Wilhelmina Ebbesen (geboren 1. Oktober 1891 in Stockholm; gestorben 5. Dezember 1954 in Solna) war eine schwedische Theater- und Filmschauspielerin.

## Leben
Dagmar Ebbesen war die Tochter des Schauspielerehepaars Thorald Ebbesen und Jenny Öhrström und die Schwester der Schauspielerin Elsa Ebbesen.
Sie begann ihre Laufbahn mit 13 Jahren im Theater und wirkte bis in ihr Todesjahr an über 90 Filmen mit. Häufig spielte sie die Rolle des Dienstmädchens, das mit Scharfsinn, Humor und Herz agierte und andere eher herbe Frauenrollen.
Zu ihren größten Filmerfolgen zählen Flickorna på Uppåkra (Mädchen von Uppåkra) (1936), Kvinnan tar befälet (Die Frau übernimmt das Kommando) (1942), Kristin kommenderar (Kommandant Kristin) (1946) und En lektion i kärlek (Lektion in Liebe) (1954). Ihr heute wahrscheinlich noch bekanntester Film dürfte Ingmar Bergmans Die Zeit mit Monika sein. In einigen Filmrollen sang sie auch.
Dagmar Ebbesen war ab 1926 mit dem Pianisten Heribert Abrahamson (1889–1956) verheiratet und hatte einen Sohn Torald Holger Thorell (1911–1983).

## Filmografie (Auswahl)
- 1913: Das Mannequin (Mannekängen, Kurzfilm)
- 1916: Im Banne der Erinnerungen (I minnenas band, Kurzfilm)
- 1916: Polnisch Blut (Balettprimadonnan)
- 1931: Röda dagen
- 1936: Flickorna på Uppåkra
- 1940: Ihre Melodie (Hennes melodi)
- 1946: Kristin kommenderar
- 1947: Kronblom: Hans liv och leverne
- 1952: Du sollst nicht begehren (Hård klang)
- 1953: Die Zeit mit Monika (Sommaren med Monika)
- 1954: Junger Sommer (Ung sommar)
- 1954: Lektion in Liebe (En lektion i kärlek)
- 1954: Östermans testamente